# Карпињано Сезија
Карпињано Сезија (итал. Carpignano Sesia) је насеље у Италији у округу Новара, региону Пијемонт.
Према процени из 2011. у насељу је живело 2562 становника. Насеље се налази на надморској висини од 202 м.

## Становништво
| 1936. | 1951. | 1961. | 1971. | 1981. | 1991. | 2001. | 2011. |
| ----- | ----- | ----- | ----- | ----- | ----- | ----- | ----- |
| 2.511 | 2.502 | 2.481 | 2.554 | 2.509 | 2.495 | 2.543 | 2.578 |